# Bisbat de Constança

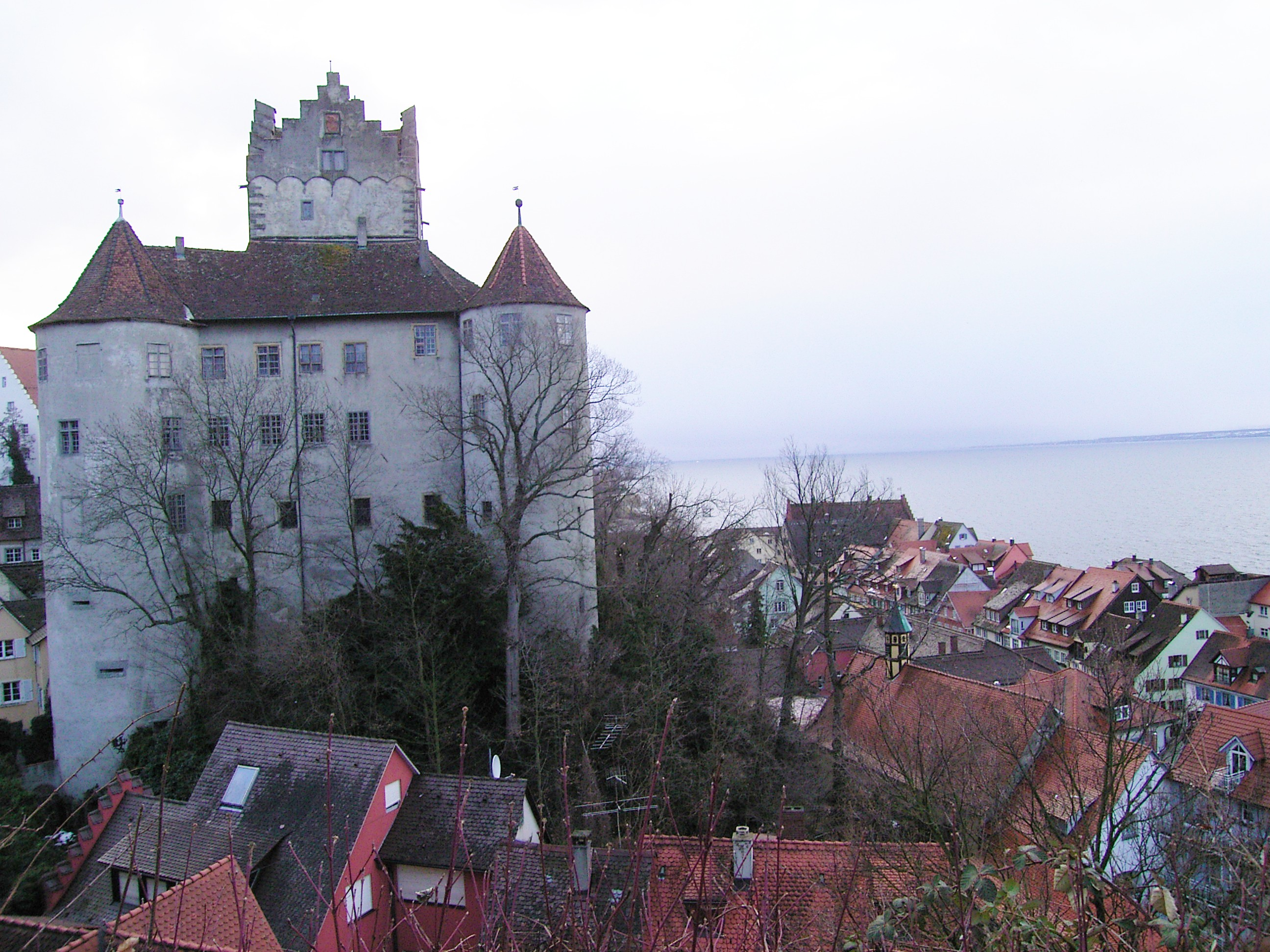
El palau de Meersburg, residència dels bisbes de Costança a partir de 1527.

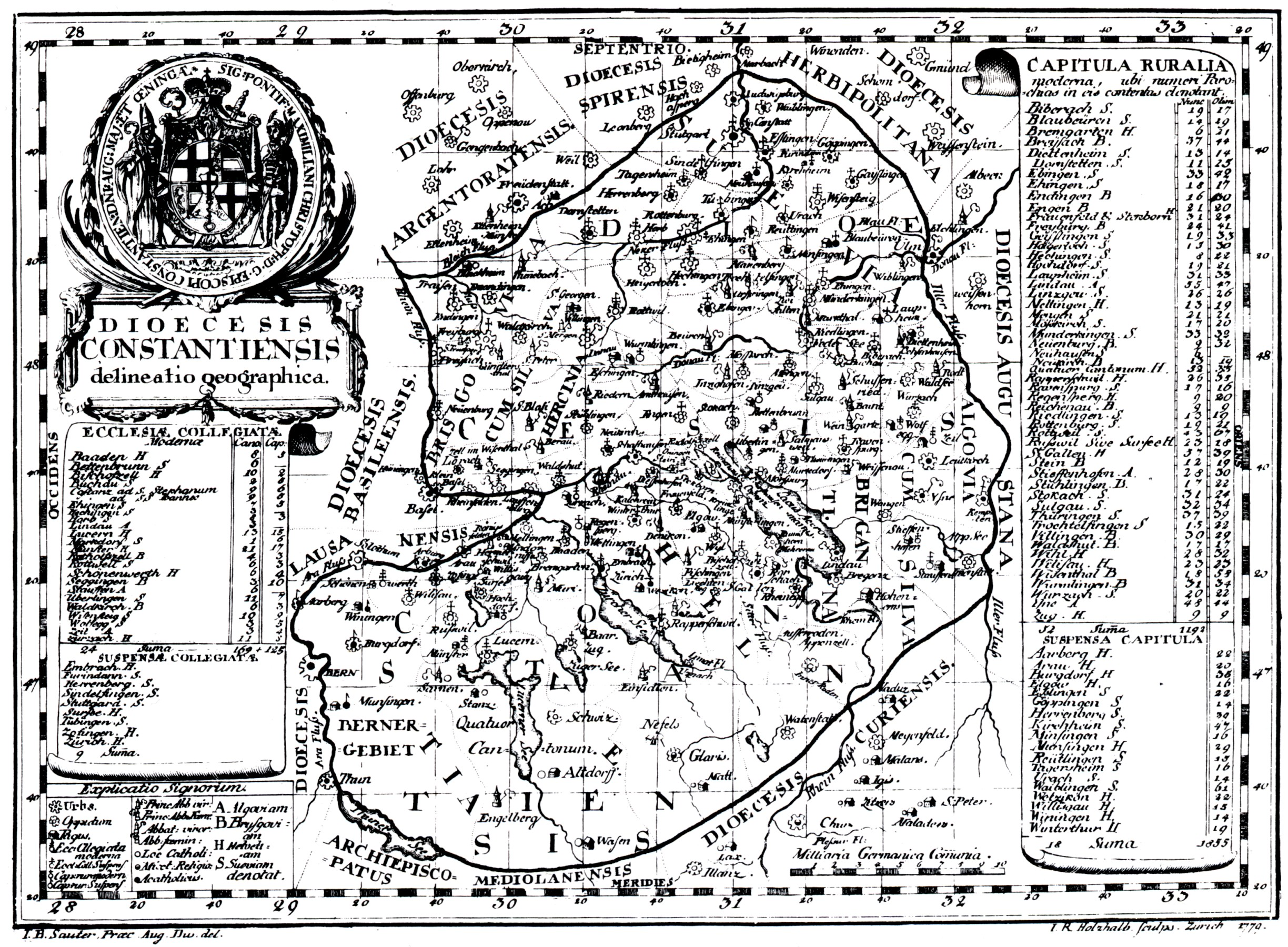
Mapa de la Diòcesi de Constança el 1779

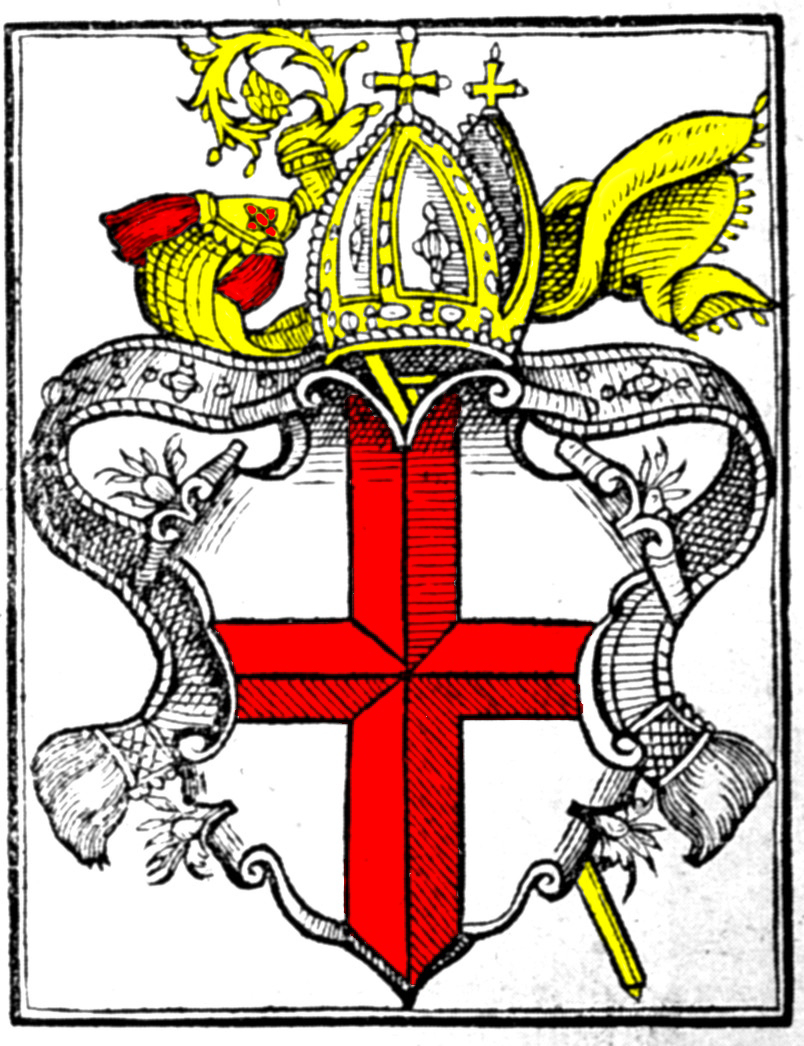
Escut del bisbat de Constança

La diòcesi de Constança (llatí Constantinensis Dioecesis) fou una jurisdicció eclesiàstica de l'Església Catòlica Romana. Una part de la diòcesi va ser governada pels bisbes com a principat-bisbat amb poder temporal dins del Sacre Imperi Romanogermànic.

## Història
La diòcesi de Constança va ser erigida al segle vi quan la seu del bisbe de Vindonissa a l'Aargau es va traslladar a l'antic castrum romà de Constança (Alemanya) durant la cristianització dels alamans. La diòcesi va ser originalment una sufragània de l'arxidiòcesi de Besançon, però des de 782 va esdevenir part de la província eclesiàstica de l'arxidiòcesi de Magúncia (ara diòcesi). La diòcesi incloïa la major part de l'actual Suïssa i  Baden-Wurtemberg, i part de Vorarlberg; dins del ducat de Suàbia s'estenia entre el pas de Sant Gotard al sud i Stuttgart al nord, sent aleshores la més gran del Sacre Imperi.
El seu poder temporal i la immediatesa imperial va ser confirmada per l'emperador Frederic I Barba-roja per un decret del 1155; al final del segle xii la ciutat de Constança va aconseguir la condició de ciutat imperial i el domini del bisbe a la ciutat va quedar reduït a la zona a l'entorn de la catedral. Al segle xiv el territori de domini directe del príncep-bisbe va disminuir per l'ascens dels confederats i dels Habsburg. A l'inici de la reforma protestant finalment, els bisbes es van traslladar a Meersburg (1527). Constança va caure en mans de la contrareforma dirigida pels Habsburg que finalment van incorporar la ciutat de Constança a les seves possessions de l'Àustria Anterior el 1548. El principat-bisbat va restar als antics territoris.
El 1803 els dominis eclesiàstics de l'Imperi van ser secularitzats. El principat-bisbat de Constança va desaparèixer i fou integrat al marcgraviat de Baden. El bisbe Karl Theodor von Dalberg va regir la diòcesi fins a la seva mort el 1817 i llavors fou elegit com a vicari general Ignaz Heinrich von Wessenberg, liberal que encara que tenia el suport de l'ara Gran Ducat de Baden, no tenia la confiança del papa Pius VII que no va reconèixer la seva elecció i per butlla del 16 d'agost de 1821 va dissoldre la diòcesi per impedir que Ignaz Heinrich von Wessenberg esdevingués bisbe. La part de la diòcesi que pertanyia a Baden va passar a la diòcesi de Rottenburg i a la nova arxidiòcesi de Friburg (Friburg de Brisgòvia) i la part de Suïssa a la diòcesi de Basilea, mentre que els cantons d'Obwalden i Nidwalden, part del cantó d'Uri, part del de Glarus i part del de Zürich foren provisionalment administrats pel bisbat de Chur, situació que encara segueix avui dia; el territori al Voralberg fou cedit al bisbat de Bressanone. La diòcesi de Rottenburg va agafar el nom de diòcesi de Rottenburg-Sttutgard el 18 de gener de 1978.

## Bisbes de Constança
- Búbulc (vers 517)
- Cromaci (534 - 549)
- Màxim (552 - vers 561)
- Rodel o Rodolf (583 - 589)
- Ursí (des de 589)
- Gaudenci (603 - 613)
- Joan I (des de 615)
- Marcià (des de 632)
- Bosó (des de 642)
- Gandolf (des de 676)
- Fidel (des de 681)
- Teobald (finals del segle VII)
- Arduí (des de 708)
- Rodolf (736 - 739)
- Arnefrid o Ernfrid (739 - 748)
- Sidoni (748 - ?)
- Joan II (760 - 781)
- Egí (781 - 811)
- Wolfleoz (811 - 839)
- Salomó I (839 - 871)
- Patecó (871 - 873)
- Gebard (873 - ?)
- Salomó II (875 - 890)
- Salomó III de Ramschwag (891 - 920)
- Noting (920 - 934)
- Sant Conrad d'Altdorf † (935 - 976)
- Gaminolf (976 - 980)
- Sant Gebard de Constança (980 - 995)
- Lambert (996 - 1018)
- Rudart (1018 - 1022)
- Heimó (1022 - 1026)
- Warmann (Warmund) de Dillingen (1026 - 1034)
- Eberard de Kyburg-Dillingen (1034 - 1046)
- Teodoric (1047 - 1051)
- Rumold de Bonstetten † (1051 - 1069)
- Carlemany † (1069 - 1071)
  - Otó I de Lierheim † (1071 - 1086) "Bisbe imperial"
- Bertold † (1080 - ?) "Bisbe papal"
- Gebard III de Zähringen (1084 - 1110) "Bisbe papal"
  - Arnold de Heiligenberg (1092 - 1112) "Bisbe imperial"
- Ulric de Kyburg-Dillingen (1110 - 1127)
- Ulric de Castell (1127 - 1138)
- Germà d'Arbon (1138 - 1166)
- Otó d'Habsburgo (1166 - 1174)
- Bertold de Bußnang (1174 - 1182)
- Germà de Friedingen (1182 - 1189)
- Dietelm de Krenkingen (abans del 1190 - 1206)
- Werner de Staufen (1206 - 1209)
- Conrad de Tegerfelden (1209 - 1233)
- Enric de Tanne (1233 - 1248)
- Eberard de Waldburg (1248 - 1274)
- Rodolf d'Habsburg-Laufenburg (1274 - 1293)
- Enric de Klingenberg (1293 - 1306)
- Gerard de Bevar (1307 - 1318
  - Albert de Hohenberg (bisbe electe)
- Rodolf de Montfort (1322 - 1334)
- Nicolau de Frauenfeld (1334 - 1344)
- Urich Pfefferhardt (1345 - 1351)
- Joan de Constança (Windlok) (1353 - 1356)
  - Leopold de Bebenburg (bisbe electe)
- Enric de Brandis (1357 - 1383)
- Mangold de Brandis (1384 - 1384)
- Nicolau du Riesenburg (1385 - 1388 nomenat bisbe d'Olomuc (Olmütz)
- Burcard de Hewen (1388 - 1398)
- Frederic de Nellenburg (1398 - 1398)
- Marquard de Randegg (1398 - 1406)
- Albert de Blarer (1407 - 1410)
- Otó d'Hachberg (1410 - 1434)
- Frederic de Zollern (1434 - 1436)
- Enric de Hewen (1436 - 1462)
- Burcard de Randegg (1463 - 1466)
- Germà de Breitenlandenberg (1466 - 1474)
- Lluís de Friburg (1474 - 1479) "Bisbe papal"
  - Otó de Sonnenberg (1480 - 1491) "Bisbe imperial"
  - Tomàs Berlower (Thomas von Cilli) (1491 - 1496) (protonotari apostòlic i prebost de Constança i Viena)
- Hug von Hohenlandenberg (1496 - 1529)
- Baltasar Merklin (1530 - 1531)
- Hug von Hohenlandenberg (1531 - 1532) (segona vegada)
- Johann von Lupfen (1533 - 1537)
- Johann von Weeze (1538 - 1548)
- Christoph Metzler (1549 - 1561)
- Mark Sittico Altemps (1561 - 1589)
- Andrea d'Àustria, (1589 - 1600)
- Johann Georg von Hallwyl, (1601 - 1604)
- Johann Jakob Fugger (1604 - 1626)
- Sixt Werner von Altensumerau und Prasberg (1626 - 1627)
- Johann von Waldburg (1628 - 1644)
- Franz Johann von Altensumerau und Prasberg (1646 - 1689)
- Marquard Rudolf von Rodt 1690 - 1704)
- Johann Franz Schenk von Stauffenberg (1705 - 1737) va ser després bisbe d'Augsburg)
- Damià Hug de Schönborn-Buchheim (1737 - 1743)
- Casimir Anton de Sickingen (1744 - 1750)
- Francesc Conrad de Rodt (1751 - 1775)
- Maximilià Cristòfol de Rodt (1776 - 1800)
- Karl Theodor von Dalberg (1800 - 1817)
  - Ignaz Heinrich von Wessenberg 1817-1821, no reconegut pel Papa